# Condado de Roberts (Dakota do Sul)
O Condado de Roberts é um dos 66 condados do Estado americano da Dakota do Sul. A sede do condado é Sisseton, que é também a sua maior cidade. O condado tem uma área de 2941 km² (dos quais 88 km² estão cobertos por água), uma população de  10 016 habitantes, e uma densidade populacional de 3,5 hab/km² (segundo o censo nacional de 2000).